# Chananja ben Chakinai
Chananja ben Chakinai (auch Chanina ben Chakinai, hebräisch חנינא בן חכינאי)  war ein jüdischer Gelehrter (Tannait) im 2. Jahrhundert in Palästina.
Chananja lebte 12 oder 13 Jahre bei Rabbi Akiba ohne Kontakt zu seiner Ehefrau und Familie.
Er verfasste verschiedene Halachot und halachische Midraschim. Michael Creizenach zählt ihn zu den Zehn Märtyrern.